# Al-Maghīlī
Muhammad ibn ʿAbd al-Karīm al-Maghīlī (arabisch محمد بن عبد الكريم المَغِيلِي, DMG Muḥammad ibn ʿAbd al-Karīmal-Maġīlī * ca. 1440; † ca. 1504) war ein nordafrikanischer muslimischer Gelehrter.
Er stammte aus Tlemcen und zeichnete sich nach seiner klassischen Gelehrtenausbildung schnell durch seine radikalen Positionen aus, was vermutlich auch der Grund war, weshalb er vor dem marokkanischen Waṭṭasiden-Sultan in die entlegene Oase Touat floh. Hier fiel er vor allem durch seine Agitation gegen die lokale jüdische Bevölkerung auf, der er vorwarf, gegen die Bestimmungen ihres Ḏimma-Vertrages zu verstoßen und zudem widerrechtlich eine Synagoge errichtet zu haben. Mit diesen Aussagen traf er allerdings bei zahlreichen Gelehrten auf Widerspruch und nachdem bei Ausschreitungen in Tuwāt, die von ihm provoziert wurden, die gesamte jüdische Bevölkerung ermordet worden war, musste al-Maġīlī wahrscheinlich erneut fliehen.
Daraufhin setzte er sich in die Bilād as-Sūdān ab, wo er zunächst im Gebiet der Hausa predigte und lehrte, bevor er schließlich um das Jahr 1500 nach Gao zog und sich in den Dienst von Askiya Muḥammad stellte. Berühmt ist vor allem seine Schrift, in der er acht Fragen von Askiya Muḥammad beantwortet. Allerdings fand er für seine radikalen Positionen auch im Songhaireich keine Mehrheit und stieß auf das Misstrauen der etablierten Gelehrtenschicht in Timbuktu.
Als al-Maġīlīs Sohn in Tuwāt vermutlich aus Rache für das durch seinen Vater provozierte Pogrom von Juden ermordet wurde, forderte al-Maġīlī eine Sippenhaft für alle in Gao weilenden Juden, was Askiya Muḥammad aber ablehnte und sich stattdessen den lokalen Gelehrten in Timbuktu zuwendete. Der Verlust der Gunst des Herrschers trug vermutlich dazu bei, dass al-Maġīlī das Songhaireich wieder verließ und bald darauf in Tuwāt verstarb.